# Andreas Voßkuhle
Andreas Voßkuhle (Detmold, 21 de diciembre de 1963) es un experto en derecho alemán, expresidente del Tribunal Constitucional Federal de Alemania.

## Biografía
Entre 1992 y 1994, Voßkuhle fue investigador en la cátedra de derecho público en Augsburgo. Más tarde, en 1995, trabajó como referente en el Ministerio del Interior del Estado Libre de Baviera. Tras su habilitación en la Universidad de Augsburgo en 1998, se convirtió en profesor titular de la Universidad de Friburgo en 1999, así como en el director de su instituto de ciencias políticas y filosofía del derecho. En esta universidad ocupó diversos cargos, por ejemplo, el de director de la facultad de derecho en los años siguientes.
Desde 2007 también es miembro ordinario de la Academia de Ciencias y Humanidades de Berlín-Brandeburgo. Más tarde, en julio de 2007, se convirtió en el jefe de la Universidad de Friburgo. Comenzó a trabajar en este puesto en abril de 2008.
En mayo de 2008, Voßkuhle se convirtió en el vicepresidente del Tribunal Constitucional Federal de Alemania y el presidente de su segundo senado. Fue la segunda opción del SPD, después de que su candidato inicial, Horst Dreier, fuera rechazado por la CDU debido a su posición con respecto a la investigación con células madre y la tortura. Cuando el mandato del expresidente de la Corte, Hans-Jürgen Papier, terminó en 2010, Voßkuhle se convirtió en el presidente más joven en la historia del Tribunal Constitucional Federal de Alemania. En 2020 fue sucedido por Stephan Harbarth.
En febrero de 2012, la canciller Angela Merkel le ofreció a Voßkuhle la oportunidad de suceder a Christian Wulff como presidente de Alemania, luego de la renuncia del mandatario. Voßkuhle rechazó la oferta.